# Sawodschbolagh (Verwaltungsbezirk)
Sawodschbolagh (persisch شهرستان ساوجبلاغ) ist ein Schahrestan in der Provinz Alborz im Iran. Er enthält die Stadt Haschtgerd, welche die Hauptstadt des Verwaltungsbezirks ist.

## Demografie
Bei der Volkszählung 2016 betrug die Einwohnerzahl des Schahrestan 259.973.
| Zensusjahr | Einwohnerzahl |
| ---------- | ------------- |
| 2011       | 219.612       |
| 2016       | 259.973       |